# Кенунгиртас
Кенунгиртас — пещера, образованная в результате изменения карста в Каратау. Расположен на левом берегу реки Суйиндик на границе Жамбылской и Туркестанской областях. Длина 30 м, ширина. 4—5,5 м, высота 14 м. Внутри пещеры имеются различные камеры и проходы. Образована подземными растворимыми водами серной кислоты. Стены пещеры влажные. В Кенунгиртас водятся летучие мыши и дикие голуби.